# Juin 1870

## Événements
- 13 juin : création de l’école normale de Paraná en Argentine pour former les maîtres d’école. Elle se reconvertira en vivier pour les futurs gouvernants.

- 21 juin :
  - Candidature de Léopold de Hohenzollern-Sigmaringen au trône d'Espagne.
  - Massacre d'Européens à Tianjin en Chine.
    - Des étrangers dont vingt français sont massacrés et mutilés par la foule chinoise. Le développement des activités missionnaires, notamment catholique, crée des tensions. La France menace d’entrer en guerre. Le massacre de T’ien-tsin marque la fin de la politique de coopération entre les occidentaux et l’empire Qing.

## Naissances en juin 1870
- 3 juin : Émile Bouhours, coureur cycliste français († 7 octobre 1953).
- 13 juin : Jules Bordet, né à Soignies, médecin et microbiologiste belge, prix Nobel de physiologie ou médecine en 1919 († 1961).
- 18 juin : Howard Ferguson, Premier ministre de l'Ontario
- 20 juin : Georges Dufrénoy, peintre post-impressionniste, Prix Carnegie 1929 français († 9 décembre 1943).

## Décès en juin 1870
- 9 juin : Charles Dickens, écrivain Britannique.
- 12 juin : Agustín Perera, matador espagnol (° 16 août 1836).
- 20 juin : Jules de Goncourt, écrivain français.